# Léo Le Blé Jaques
Léo Le Blé Jaques, né le 2 janvier 1997 à Chêne-Bougeries, est un snowboardeur français.

## Carrière sportive
Le 12 février 2021, il remporte lors des Championnats du monde de snowboard 2021 à Idre Fjäll la médaille de bronze de snowboardcross par équipes avec Julia Pereira de Sousa Mabileau.
C'est le 20 mars 2022, à l'occasion de la dernière manche de coupe du monde à Veysonnaz (Suisse), que Léo Le Blé Jaques décroche son premier podium individuel en coupe du monde.
Il termine à la troisième place devancé par le Canadien Eliot Grondin et son coéquipier français Merlin Surget.
Le 4 février 2023 à Cortina d'Ampezzo (Italie), Léo Le Blé Jaques récidive et signe son second podium en coupe du monde en terminant de nouveau troisième. Il est devancé par l'américain Jack Vedder et par Merlin Surget qui, par la même occasion empoche sa première victoire en carrière.

## Vie privée
Léo Le Blé Jacques est étudiant à l'école d'ingénieur Polytech Grenoble en spécialité Matériaux,.

## Palmarès[6]

### Jeux Olympiques
Pékin 2022 : 12ème place

### Championnats du monde
| Édition/Discipline       | Snowboardcross | Snowboardcross par équipes |
| Mondiaux 2021 Idre Fjäll | 12e            | Bronze                     |

### Coupe du monde
- Classements généraux en coupe du monde :
  - 2015-2016 : 89ème
  - 2017-2018 : 50ème
  - 2019-2020 : 54ème
  - 2020-2021 : 23ème
  - 2021-2022 : 19ème
  - 2022-2023 : 15ème
  - 2023-2024 : 15ème
- Podiums en manche de coupe du monde :

| Édition   | Epreuve           | Snowboardcross |  |
| --------- | ----------------- | -------------- |  |
| 2021-2022 | Veysonnaz         | Bronze         |  |
| 2022-2023 | Cortina d'Ampezzo | Bronze         |  |
| 2023-2024 | Montafon          | Argent         |  |

### Compétitions universitaires
| Édition/Discipline              | Snowboardcross |
| Universiade d'hiver 2017 Almaty | Or             |